# Parafia św. Wawrzyńca na Reducie Wolskiej w Warszawie
Parafia św. Wawrzyńca na Reducie Wolskiej w Warszawie – parafia rzymskokatolicka należąca do dekanatu wolskiego, archidiecezji warszawskiej, metropolii warszawskiej Kościoła katolickiego, w Warszawie. Obsługiwana przez księży archidiecezjalnych.

## Historia
Parafia została erygowana w 1611 roku.
Kościół parafialny św. Wawrzyńca został wybudowany w XVIII wieku.